# Лі Джон Су
Це сторінка про футболіста, стаття про ковзаняра — Лі Чжон Су
Лі Джон Су (хангиль: 이정수, 8 січня 1980, Кімхе) — корейський футболіст, гравець «Кашіма Антлерс» та збірної Південної Кореї. Автор першого голу збірної Південної Кореї на Чемпіонаті світу в ПАР 2010 року.

## Голи за збірну
| # | Дата           | Місце         | Суперник  | Результат | Турнір               |
| - | -------------- | ------------- | --------- | --------- | -------------------- |
| 1 | 5 вересня 2009 | Сеул          | Австралія | 3-1       | Товариський матч     |
| 2 | 18 січня 2010  | Малага        | Фінляндія | 2-0       | Товариський матч     |
| 3 | 12 червня 2010 | Порт Елізабет | Греція    | 2-0       | Чемпіонат світу 2010 |

## Досягнення

### Клубні
- Чемпіон Південної Кореї (1):

«Сувон Самсунг Блювінгз»: 2008
- Володар Кубку південнокорейської ліги (1):

«Сувон Самсунг Блювінгз»: 2008
- Володар Суперкубка Японії (1):

«Касіма Антлерс»: 2010
- Володар Кубка зірок Катару (1):

«Ас-Садд»: 2010
- Переможець Ліги чемпіонів АФК (1):

«Ас-Садд»: 2011
- Чемпіон Катару (1):

«Ас-Садд»: 2012-13
- Володар Кубка шейха Яссіма (1):

«Ас-Садд»: 2014
- Володар Кубка Еміра Катару (2):

«Ас-Садд»: 2014, 2015
- Володар Кубку Південної Кореї (1):

«Сувон Самсунг Блювінгз»: 2016

### Збірні
- Переможець Юнацького (U-19) кубка Азії: 1998
- Бронзовий призер Кубка Азії: 2011